# Alexandre Duhamel
Pour les articles homonymes, voir Duhamel.
Alexandre Duhamel, né à Paris le 5 juillet 1983 à Paris est un baryton français, reconnu notamment dans le répertoire dramatique et romantique français.

## Biographie et carrière
Alexandre Duhamel est le fils du journaliste Patrice Duhamel et s'il découvre son goût pour la musique et l'art lyrique très tôt, après l'obtention de son baccalauréat en 2001, il passe une licence de journalisme à l'institut français de presse, avant de se diriger finalement vers la carrière lyrique.
En 2003, il suit les cours de Yves Sotin à Saint Maur des Fossés et c'est ce dernier qui le convainc d'adopter la tessiture de baryton « Je travaillais ténor à l’époque et lorsqu’il m’a demandé si je souhaitais être un mauvais ténor ou un bon baryton. ». En 2005 il est reçu au Conservatoire national supérieur de musique et de danse de Paris où il suit l'enseignement de Malcolm Walker.
En 2009, il entre à l'Atelier Lyrique de l'Opéra national de Paris, pour y perfectionner pendant deux ans l'interprétation et l'étude des rôles ainsi que la construction de son répertoire. Ainsi il débute dans de petits rôles sur la scène, notamment celui du Chevalier dans le rare Mirandolina de Bohuslav Martinů. Dans un entretien accordé à la revue Forum Opéra en 2012, il témoigne de l'expérience acquise en ces termes : « Ces années au sein de l’Atelier Lyrique furent d’une immense richesse (...) Le premier spectacle que nous avons joué fut Les Troqueurs d’Antoine d’Auvergne à l’Amphithéâtre Bastille. Puis nous avons enchainé avec Mirandolina, une création de Bohuslav Martinu. »
Dès lors sa carrière prend son essor. Il est  remarqué par les critiques dans le petit rôle de Wagner lors des représentations du Faust de Gounod sur la scène de l'Opéra Bastille en 2011.
La même année il enchaine avec le rôle de Moralès dans Carmen de Bizet à Luxembourg, avant d'aborder cette fois le rôle plus étoffé deValentin dans Faust à Metz en 2012, puis celui de Mercutio dans Roméo et Juliette  en Avignon en 2013.
En 2013, c'est aux côtés de Roberto Alagna qu'il fait ses débuts en Zurga dans Les Pêcheurs de perles, salle Pleyel à Paris. Il reprend ce rôle à plusieurs reprises, notamment au Capitole de Toulouse en 2023.
Il fait ses débuts en Panthée et Mercure dans Les Troyens de Berlioz lors d'une version-concert à Marseille en 2013 puis, en 2014 à la Scala de Milan, et en 2016 il chante Harasta dans La petite Renarde rusée de Janáček au festival de Glyndebourne.
En 2015, il chante Quinault à l'Opéra de Paris Bastille dans Adriana Lecouvreur alors incarnée par Angela Gheorghiu, dans la mise en scène de David McVicar.
Il fait ses débuts aux États-Unis en 2017 avec le Seattle Symphony Orchestra dans L'Enfant et les Sortilèges de Ravel (L'Horloge et le Chat). Toujours en 2017, il aborde le rôle d'Albert dans Werther, à l'Opéra de Massy.
2018 marque ses débuts au festival de Salzbourg dans le rôle du vice-roi Andrès de La Périchole d’Offenbach sous la baguette de Marc Minkowski ainsi qu'aux Proms de Londres dans la cantate de Lili Boulanger Pour les funérailles d'un soldat sous la direction d'Edward Gardner.
Il chante également à de multiples reprises le rôle de Golaud dans Pelléas et Mélisande, notamment à Lille en 2021, alors que les restrictions dues au COVID rendent les représentations compliquées, lors d'une représentation sur instruments d'époque avec François-Xavier Roth, à la tête de son orchestre Les Siècles.
Il chante également le répertoire mozartien, notamment dans Don Giovanni, endossant successivement le rôle de Masetto, à Paris en 2015 dans la production de Michael Haneke, celui de Leporello puis le rôle-titre à l'Opéra de Bordeaux et à Paris, dans Cosi Fan Tutte en Alfonso et Guglielmo, 
Il aborde à plusieurs reprises également le répertoire baroque et participe dans le double rôle de Huascar et Don Alvar aux représentations des Indes Galantes, mises en scène par Clément Cogitore à l'Opéra de Paris en 2019 avec les danseurs de Krump, puis dans le rôle de Thoas dans Iphigénie en Tauride en 2019 au Théâtre des Champs-Elysées.
Parmi ses souhaits, figurait depuis ses débuts, le répertoire wagnérien qu'il a l'occasion d'aborder en octobre 2022, à l'Opéra de Stuttgart où il incarne Alberich dans Siegrfied puis  Kurwenal dans Tristan und Isolde à l'Opéra de Lille en 2024.
En juin 2023 lors d'une série de représentations remarquées au Théâtre des Champs Elysées, il reprend également son rôle de Marcello dans la Bohème, aux côtés de Pene Pati
Son répertoire s'étend également à la musique sacrée : L'Enfance du Christ de Berlioz (Auditori de Barcelona, Warsaw Philharmonic Orchestra et Aarhus Musikhuset), le Requiem de Fauré (Festival de Saint-Denis), La Messa di Gloria de Puccini, La Petite messe solennelle de Rossini notamment.
Alexandre Duhamel aborde également le répertoire de la mélodie et donne des récitals avec accompagnement piano.

## Quelques rôles
- 2008 : Leporello - Don Giovanni - W.A. Mozart – Opéra de Besançon
- 2008 : The Forester - The Cunning Little Vixen - L. Janáček – Opéra de Rouen
- 2009 : The Forester - The Cunning Little Vixen - L. Janáček – Opéra de Reims
- 2010 : Il Cavaliere - Mirandolina - B. Martinù - MC93 Bobigny
- 2010 : Leporello - Don Giovanni - W.A. Mozart – Festival de Corté
- 2010 : Guccio - Gianni Schicchi - G. Puccini – Opéra National de Paris
- 2010 : Carl Olsen - Street Scene - K. Weill - Opéra National de Paris
- 2011 : Il Torrigiano - Francesca da Rimini - R. Zandonai - Opéra National de Paris
- 2011 : Ramiro - L'Heure espagnole - M. Ravel – Théâtre de Nanterre
- 2011 : Moralès - Carmen - G. Bizet – Grand Théâtre de Luxembourg
- 2011 : Belcore - L'Elisir d'Amore - G. Donizetti – Opéra de Chartres
- 2011 : Wagner - Faust - C. Gounod - Opéra National de Paris
- 2012 : Ceprano - Rigoletto - G. Verdi - Opéra National de Paris
- 2012 : Valentin - Faust - C. Gounod - Opéra-Théâtre de Metz
- 2012 : Le Médecin - La Chute de la Maison Usher - C. Debussy - Amphithéâtre Bastille
- 2012 : Le Héraut - L'Amour des Trois Oranges - S. Prokofiev - Opéra National de Paris
- 2012 : Moralès - Carmen - G. Bizet - Opéra National de Paris
- 2013 : L'Horloge et Le Chat - L'Enfant & les Sortilèges - M. Ravel - Opéra National de Paris
- 2013 : Zurga - Les Pêcheurs de Perles - G. Bizet - Salle Pleyel Paris
- 2013 : Pâris - Roméo et Juliette - C. Gounod - La Monnaie de Bruxelles
- 2013 : Mercutio - Roméo et Juliette - C. Gounod – Opéra d’Avignon
- 2013 : Baryton solo - Requiem - G. Fauré – Festival de Saint-Denis
- 2013 : Panthée - Les Troyens - H. Berlioz – Opéra Municipal de Marseille
- 2013 : La Balafre - La Vivandière - B. Godard – Festival de Radio France
- 2013 : Clavaroche - Fortunio - A. Messager – Opéra de Limoges
- 2013 : Joseph - L'Enfance du Christ - H. Berlioz - Auditori de Barcelona
- 2014 : Jake Wallace - La Fanciulla del West - G. Puccini - Opéra National de Paris
- 2014 : Panthée/ Mercure - Les Troyens - H. Berlioz - Scala di Milano
- 2014 : Zurga - Les Pêcheurs de Perles - G. Bizet – Opéra de Massy
- 2014 : Guglielmo - Così fan Tutte - W.A. Mozart – Opéra de Tours
- 2014 : Ping - Turandot - G. Puccini - Opéra de Nice
- 2014 : Ramiro - L'Heure espagnole - M. Ravel - Stuttgart Liederhalle
- 2015 : Masetto - Don Giovanni - W.A. Mozart - Opéra National de Paris
- 2015 : Ramiro - L'Heure espagnole - M. Ravel – Opéra de Tours
- 2015 : Mordred - Le Roi Arthus - E. Chausson - Opéra National de Paris
- 2015 : Quinault - Adriana Lecouvreur - F. Cilea - Opéra National de Paris
- 2015 : Un Satyre, Cithéron - Platée - J-P. Rameau - Opéra National de Paris
- 2015 : Le Grand Prêtre - Samson et Dalila - C. Saint-Saëns - Opéra National de Paris
- 2015 : Guglielmo - Così fan tutte - W.A. Mozart - Opéra de Toulon
- 2015 : Joseph - L'Enfance du Christ - H. Berlioz - Musikhuset Aarhus
- 2016 : Paolo - Simon Boccanegra - G. Verdi - Opéra National de Bordeaux
- 2016 : Le Comte de Sainte-Croix - La Jacquerie - E. Lalo - Maison de la radio
- 2016 : Don Andrès de Ribeira - La Périchole - J. Offenbach - Opéra de Marseille
- 2016 : Ramiro - L'Heure espagnole - M. Ravel - München Prinzregententheater
- 2016 : Harasta - La Petite Renarde rusée - L. Janáček - Glyndebourne Opera Festival
- 2016 : Sancho - Don Quichotte - J. Massenet - Opéra National de Bordeaux
- 2016 : Baryton solo - Requiem - G. Fauré - Cathédrale Saint-Louis des Invalides
- 2016 :  Der Heerrufer - Lohengrin - R. Wagner - Opéra National de Montpellier
- 2016 : L'Horloge et le Chat - L'Enfant et les Sortilèges - M. Ravel - Orchestre Philharmonique de Monte-Carlo
- 2016 : Joseph - L'Enfance du Christ - H. Berlioz - Warsaw Philharmonic Orchestra
- 2017 : Duparquet - La Chauve-Souris - J. Strauss - Opéra de Marseille
- 2017/2018 : Albert - Werther - J. Massenet - Opéras de Metz, Reims & Massy
- 2017 : Le Grand-Prêtre - Alceste - C.W. Gluck - Opéra National de Lyon
- 2017 : L'Horloge et le Chat - L'Enfant et les Sortilèges - M. Ravel - Seattle Symphony Orchestra
- 2017 : Vicomte Cascada - Die lustige Witwe - Lehar - Opéra National de Paris
- 2018 : Golaud – Pelléas et Mélisande – Debussy - Opéra National de Bordeaux
- 2018 : Jupiter – Philémon et Baucis -  Gounod - Opéra de Tours
- 2018 : Escamillo – Carmen – Bizet – Opéra National de Montpellier
- 2018 : Zurga – Les Pêcheurs de Perles – Bizet – Opéras de Limoges, Reims et Nice
- 2018 : Le Grand-Prêtre de Dagon – Samson et Dalila – Saint-Saëns – Opéras de Metz et Massy
- 2018 : Le vice-roi – La Périchole – Offenbach – Festival de Salzbourg
- 2018 : Le comte de Zevale Kassya - Delibes – Festival de Radio-France Occitanie
- 2018 : Golaud – Pelléas et Mélisande – Debussy – Kanazawa / Tokyo
- 2024 : le marquis de La Force - Dialogues des Carmélites - Poulenc - Paris

## Récompenses
Alexandre Duhamel a été nommé dans la catégorie Révélation lyrique des Victoires de la musique 2011, a été élu par l'ADAMI Révélation Lyrique de l’année 2009 et a reçu les Prix Lyriques du Cercle Carpeaux et de l'AROP en 2011, qui récompensent chaque année un jeune chanteur s'étant particulièrement distingué au cours d'une saison sur la scène de l'Opéra de Paris.

## Discographie
- Ravel, L’Heure espagnole (SWR music, 2017) avec  Stéphanie d'Oustrac (Concepcion), Jean-Paul Fouchécourt(Torquemada), Alexandre Duhamel (Ramiro), Paul Gay (Don Inigo Gomez), Yann Beuron (Gonzalve). Orchestre de la SWR, dir. Stéphane Denève (enr. 2014)[28].
- Ravel, L’Heure espagnole (BR-Klassik 3F. Distr. Distr. Harmonia Mundi, 2017) avec Gaëlle Arquez (Concepcion), Julien Behr (Gonzalve), Mathias Vidal (Torquemada), Alexandre Duhamel (Ramiro), Lionel Lhôte (Don Inigo Gomez). Orchestre de la Radio de Munich, dir. Asher Fisch (enr. 2016, live).
- Gounod, Cantates et musique sacrée (2 CD Palazzetto Bru Zane ES 1030, 2018)
- La Damnation de Faust, avec Michael Spyres, Faust, Joyce DiDonato, Marguerite, Nicolas Courjal, Méphistophélès, Alexandre Duhamel, Brander, Les Petits Chanteurs de Strasbourg, Maitrise de l'Opéra national du Rhin, Orchestre philharmonique de Strasbourg, Dir. John Nelson. 2 CD + 1 DVD Warner classics 2019. Diapason d'or.
- La Périchole, avec Aude Extremo, Stanislas de Barbeyrac, Alexandre Duhamel, l'orchestre des Musiciens du Louvre sous la direction de Marc Minkowski, 2 CD Palazzetto Bru Zane, 2019[29].
- Pelléas et Mélisande, avec Stanislas de Barbeyrac, Chiara Skerath, Alexandre Duhamel, Jérôme Varnier, Janina Baechle, le Chœur de l’Orchestre National de Bordeaux, l'Orchestre National de Bordeaux Aquitaine sous la direction de Pierre Dumousseaud, CD Alpha, publié en 2021[30]
- La Sorcière de Camille Erlanger, avec Andreea Soare, Jean-François Borras, , Lionel Lhote , Alexandre Duhamel, Marie-Eve Munger, Orchestre et Chœur de la Haute école de musique de Genève sous la Direction musicale de Guillaume Tourniaire, Enregistrement live au Victoria Hall de Genève le 12 décembre 2023, CD B.Records, publié le 4 octobre 2024[31].